# Emek Partisi
Die Emek Partisi (kurz EMEP, deutsch Partei der Arbeit) ist eine im Jahre 1996 gegründete, marxistisch-leninistische Arbeiterpartei in der Türkei. Sie bekennt sich zum wissenschaftlichen Sozialismus.

## Entwicklung der Partei
EMEP wurde von Mitgliedern der illegalen Türkiye Devrimci Komünist Partisi (TDKP, Revolutionären Kommunistischen Partei der Türkei) ins Leben gerufen. Sie bestand als Emek Partisi zwischen dem 27. März 1996 und dem 14. Februar 1997. Sie wurde durch das Verfassungsgericht wegen eines Verstoßes gegen die Artikel 78 und 81 des Parteiengesetzes mit der Nummer 2820 verboten. Die Emeğin Partisi (kann ebenfalls als Partei der Arbeit oder Arbeitskraft übersetzt und EMEP abgekürzt werden) wurde am 26. November 1996 gegründet. Beide Parteien wurden zunächst von Abdullah Levent Tüzel geleitet. In einer Entscheidung vom 31. Mai 2005 urteilte der Europäische Gerichtshof für Menschenrechte, dass das Verbot der Partei gegen den Artikel 11 der Europäischen Konvention für Menschenrechte verstoße. Daraufhin benannte sich die Emeğin Partisi im November 2005 wieder in Emek Partisi um.
Die Partei steht der Halkların Demokratik Partisi nahe.

## Beteiligung an Wahlen
Die Emek Partisi war seit ihrer Gründung an allen nationalen Wahlen beteiligt. Dabei ist sie mit verschiedenen Parteien Koalitionen eingegangen. Bei den Wahlen zur Großen Nationalversammlung der Türkei im Jahre 2002 hat sie mit 20 Parteien und politischen Gruppen einen Block „Arbeitskraft, Frieden, Demokratie“ gebildet, bei den regionalen Wahlen im Jahre 2004 wurde eine ähnliche Koalition als „Block der vereinten Kräfte“ zusammengestellt. An den Wahlen 2007 war die EMEP an einigen Orten direkt, an anderen Orten in Koalition mit unabhängigen Kandidaten beteiligt. Abdullah Levent Tüzel stellte sich in Izmir als unabhängiger Kandidat der Kräfte „Arbeitskraft und Demokratie“ zur Wahl und erhielt 36.167 Stimmen (ein Anteil von 3,4 %). Damit verfehlte er die Wahl zum Abgeordneten.
Bei den Wahlen 2011 gab es erneut den Block „Arbeitskraft, Frieden, Demokratie“, für den sich unabhängige Kandidaten zur Wahl stellten (darunter auch Vertreter von EMEP). Levent Tüzel stellte sich den Wahlen im 3. Gebiet von Istanbul und wurde als unabhängiger Kandidat gewählt. Der eigene Stimmenanteil der Partei blieb gering. Bei den Parlamentswahlen in der Türkei 2007 gewann die Emek Partisi 0,08 % des Gesamtstimmanteils. Bei den Wahlen von 2011 erreichte die Partei mit 21.128 Stimmen insgesamt 0,07 % des Gesamtstimmenanteils.

## Aktuelle Situation

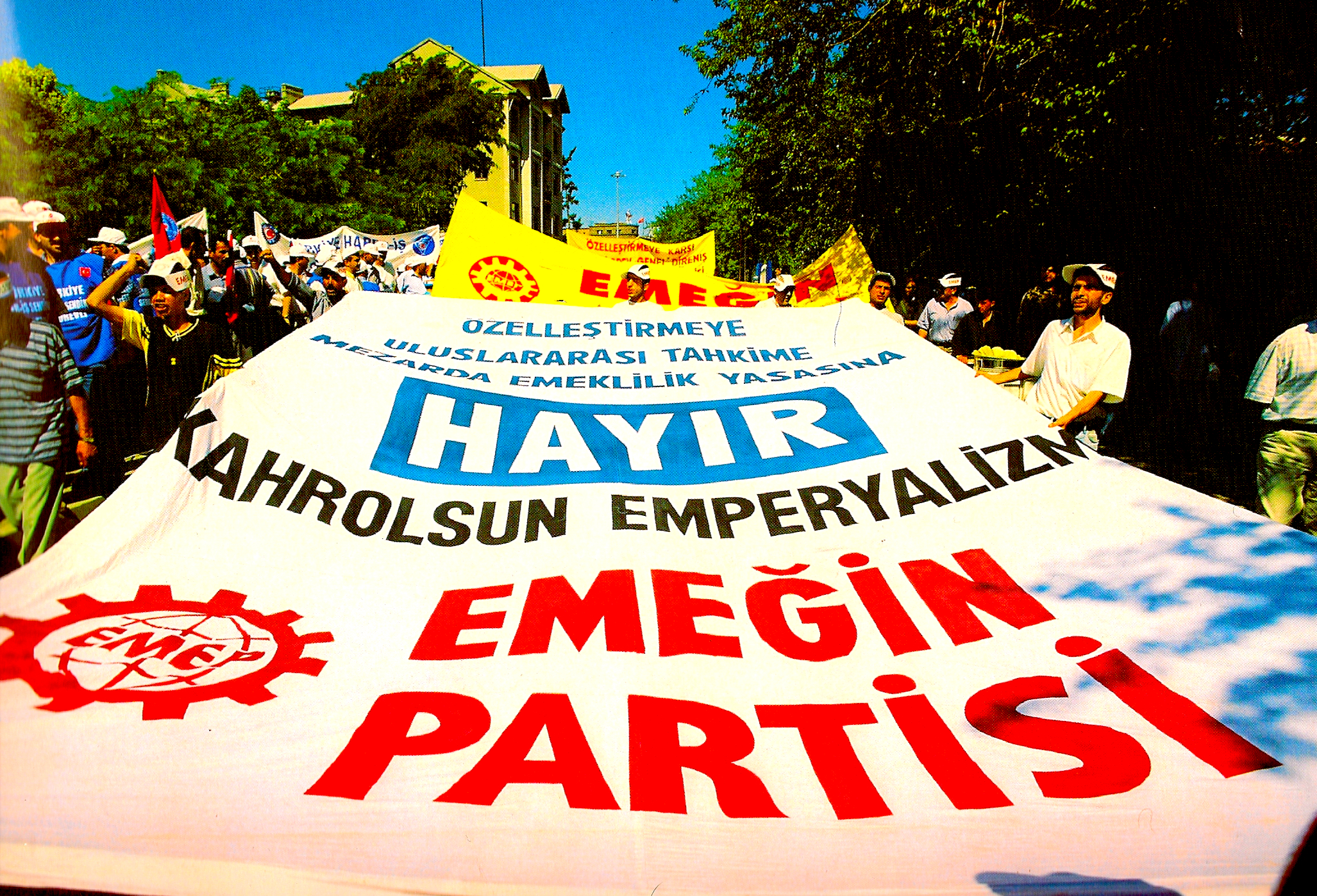
Proteste gegen Imperialismus

Die Tageszeitung Evrensel steht der Partei nahe. Seit den Parlamentswahlen 2023 ist die Partei mit zwei Abgeordneten in der Nationalversammlung vertreten.